# Боб Блэнд
Мэри Линн Фулджер (англ. Mari Lynn Foulger, род. 17 декабря 1982), более известная как Боб Блэнд англ. Bob Bland, — американский модельер и активист. Блэнд была сопредседателем Марша женщин 2017 года, но позже вышла из правления Марша женщин 2019 года из-за обвинений в антисемитизме и различных внутренних разногласий. Она является генеральным директором Manufacture New York, продвигающей этические методы работы и устойчивую моду.

## Ранние годы и образование
Блэнд родилась в 1982 году в Северной Вирджинии в семье школьных учителя и учительницы. К восьми годам она шила и устроила своё первое представление в старшей школе с 32 оригинальными творениями, маршировавшими по столовой. Окончила Колледж искусства и дизайна Саванны по специальности дизайн одежды.
Блэнд посещала церковь Похик в Лортоне, штат Вирджиния, и служила молодым священником в летнем молодёжном трудовом лагере в 2005 году.

## Мода
Блэнд работала в дизайнерской отделке для Tommy Hilfiger и Ralph Lauren, а в 2006 году параллельно основала свой собственный лейбл Brooklyn Royalty. Она попыталась закупить продукцию на местном уровне, но столкнулась с трудностями. В 2014 году Блэнд сообщила, что с момента основания её линия участвовала в четырёх-пяти мероприятиях Недель моды.

### Manufacture New York и этичная мода
В 2012 году Блэнд основала Manufacture New York, которая управляет производственной площадью около 14800 квадратных метров в Сансет-Парке, Бруклин, под названием Manufacturing Innovation Hub for Apparel, Textiles and Wearable Tech, и рабочим хабом для независимых дизайнеров. Блэнд тесно сотрудничала с конгрессменом Нидией Веласкес и просила грант у городских властей Нью-Йорка, получая гранты от Управления по делам малого бизнеса США и Фонда ускорения роста (Growth Accelerator Fund), за которыми последовал грант в размере 3,5 миллиона долларов от Нью-Йорка. В 2016 году организация была частью инициативы Advanced Functional Fabrics of America, получившей от Министерства обороны федеральный грант в размере 75 миллионов долларов.
После обрушения здания в Саваре в 2013 году, в результате которого погибли более 1000 человек в Бангладеш, Блэнд призвала к включению в производство одежды промышленности, заявив, что дешёвая мода от оффшорного производства уносит жизни людей и снижает устойчивость.

## Марш женщин
Блэнд была одним из первых участников обсуждений и планирования в Facebook с Терезой Шук, кульминацией которых стал женский марш в Вашингтоне и связанные с ним международные марши, проведенные после инаугурации Дональда Трампа. Когда организация была учреждена, она была её сопредседателем в Вашингтоне. Журнал Fortune назвал её и другие публичные лица движения в списке 100 величайших лидеров в связи с маршем. Блэнд выступила инициатором проведения Женского марша в Вашингтоне и связанных с ним международных маршей, проводимых после инаугурации Дональда Трампа. Блэнд выбрала Линду Сарсур, Тамику Мэллори и Кармен Перес в качестве сопредседателей, чтобы обеспечить марш разнообразной руководящей командой.
Позже Блэнд раскритиковала марш «Объединённых правых» в Шарлотсвилле. По словам Блэнд, белые женщины замешаны в превосходстве белых, поскольку они пользуются привилегиями белых и поэтому должны позволить цветным людям играть ведущую роль в борьбе за гражданские права.

### Обвинения в антисемитизме
В декабре 2018 года в отчёте Tablet утверждалось, что на первой встрече Блэнд с двумя другими лидерами движения, Тамикой Мэллори и Кармен Перес, евреев обвинили в маргинализации афроамериканцев и работорговле. Блэнд отрицала, что подобные замечания были сделаны на той встрече. Эвви Хармон, которая присутствовала на более поздней встрече между Мэллори, Пересом, Линдой Сарсур и другими ключевыми лидерами движения (с отмеченным отсутствием Блэнд), заявила Tablet, что Перес и Мэллори сделали антисемитские заявления в отношении Ванессы Рабл на той встрече. Вскоре после этого Рабл покинула движение и утверждает, что её еврейское происхождение было основной причиной её вытеснения. Движение сионесс (The Zioness movement) назвало доклад Tablet свидетельством «глубоко укоренившейся конспиративной ненависти к еврейскому народу» среди сопредседателей движения, а прогрессивные сионисты Калифорнийской демократической партии также выпустили заявление, осуждающее выводы в отчёте.
В 2019 году Блэнд подверглась критике за то, что поделилась в Facebook постом еврейского активиста Джесси Рабиновица, в котором антиисламская риторика со стороны «американского еврейского истеблишмента» приравнивалась к антиисламским мотивам преступника, совершившего стрельбу в мечети Крайстчерча. Рабиновиц пишет: «Тот же язык и ненависть, которые люди изрыгают против сестёр Линды Сарсур и депутата Ильхана Омара, убили 54 мусульманина [sic] в Новой Зеландии. Вы не можете быть солидарны с мусульманским сообществом и одновременно дезавуировать мусульманских женщин за то, что они говорят правду. Американский еврейский истеблишмент, я смотрю на вас». Блэнд извинилась за то, что поделилась информацией, заявив, что, хотя она согласна с первыми предложениями в посте, она считает неправильным выделять только создание одного сообщества. Движение сионесс осудило пост как нападку на евреев.
Блэнд, Мэллори и Сарсур также подвергались критике за их связи с лидером Нации ислама Луисом Фарраханом (который известен своими многочисленными антисемитскими комментариями). Она столкнулась с негативной реакцией за защиту Мэллори, которая предпочла не дистанцироваться от Луи Фаррахана после посещения одного из его мероприятий. На мероприятии Фаррахан назвал евреев «сатанинскими» и упомянул Мэллори. Блэнд вместе с Мэллори и Сарсур ушли из правления Марша женщин в июле 2019 года.

## Личная жизнь
Блэнд вышла замуж за своего школьного возлюбленного Майкла Фулджера в 2009 году. Они поженились в Троицкой церкви на Уолл-стрит в Нью-Йорке. Они покинули город после покупки исторического дома в Западной Филадельфии.
У Блэнд две дочери, одна из которых родилась в 2011 году, а другая — вскоре после выборов в США в 2016 году. Во время Марша женщин 2017 года она часто брала с собой на сцену свою девочку, фотографировалась с ней и говорила на тему современного материнства. Она говорит, что это даёт ей новую точку зрения и причину для улучшения мира.

## Почести и награды
- New York Observer Brooklyn Machers 2015: Новый промышленник[32]
- Лучшие лидеры мира из списка Fortune 50[33]
- 2017 Time 100 самых влиятельных людей[34]
- Премия Webby Awards 2017 за социальное движение года[35]
- Glamour Женщина года (награждены 24 организатора Марша женщин 2017 года)[36]